# كريستينا برانكو (كرة يد)
كريستينا برانكو (بالبرتغالية: Cristina Branco) مواليد 15 مارس 1985 في لواندا، هي لاعبة كرة يد أنغولية تلعب كحارس مرمى. مثلت منتخب أنغولا لكرة اليد للسيدات. شاركت في دورة الألعاب الأولمبية الصيفية سنة 2012.

## سجل المنافسة
شاركت في البطولات التالية:
- الألعاب الأولمبية الصيفية 2012
- الألعاب الأولمبية الصيفية 2016
- بطولة العالم لكرة اليد للسيدات 2011
- بطولة العالم لكرة اليد للسيدات 2013
- بطولة العالم لكرة اليد للسيدات 2015

## روابط خارجية
- كريستينا برانكو على موقع اللجنة الأولمبية الدولية (الإنجليزية)
- كريستينا برانكو على موقع أوليمبيديا (الإنجليزية)